# 大果委陵菜
大果委陵菜（学名：Potentilla taronensis），为蔷薇科委陵菜属下的一个植物种。